# Soortenorganisatie
Een soortenorganisatie is een organisatie in Nederland die zich bezighoudt met natuurgegevens en/of soorten in een context van natuurhistorisch onderzoek en/of natuurbescherming. Grote aantallen deskundige vrijwilligers verzamelen gegevens over flora en fauna die door de soortenorganisaties gevalideerd en beheerd worden en vervolgens worden ingezet voor publieke voorlichting en educatie, voor onderzoek en onderwijs, voor bescherming en beheer van de natuur en voor monitoring en evaluatie van het overheidsbeleid. Voorheen werden deze organisaties aangeduid met de afkorting PGO, wat staat voor Particuliere Gegevensbeherende Organisatie (ook wel Particuliere Gegevensleverende Organisatie, aanvankelijk Particuliere Gegevensinwinnende Organisatie). De PGO's hebben van 1996 tot en met 2016 nauw samengewerkt in de VOFF (VeldOnderzoek Flora en Fauna), maar sinds die koepelorganisatie de naam gewijzigd heeft in SoortenNL, hanteren de leden de afkorting PGO niet meer en noemen ze zich soortenorganisaties.
De vrijwilligers van de soortenorganisaties verzamelen het grootste deel van de gegevens, en worden daarbij ondersteund door een (professionele) staf. De landelijke databanken van de organisaties bevatten ongeveer 80% van alle digitaal beschikbare natuurgegevens in Nederland. De gegevens, de kennis en de expertise van de organisaties worden ingezet ten behoeve van natuurbescherming in de breedste zin van het woord: voor voorlichting, beheer, beleid en onderzoek.
De soortenorganisaties zijn:
- de Bryologische en Lichenologische Werkgroep (BLWG) – mossen en korstmossen
- de Nederlandse Mycologische Vereniging (NMV) – paddenstoelen
- Stichting Floristisch Onderzoek Nederland (Floron) – (vaat-)planten
- Stichting TINEA – kleine vlinders
- De Vlinderstichting – dagvlinders, nachtvlinders en libellen
- stichting EIS Kenniscentrum Insecten – insecten en andere ongewervelde dieren
- Stichting ANEMOON – flora en fauna in en aan zee
- stichting Reptielen Amfibieën Vissen Onderzoek Nederland (RAVON) – reptielen, amfibieën en vissen
- vereniging Sovon Vogelonderzoek Nederland (Sovon)[a] – vogels
- de Zoogdiervereniging VZZ – zoogdieren